# El Almendral (Jerez)
El Almendral es un barrio situado en Jerez de la Frontera (Andalucía, España). Actualmente se encuentra dentro del Distrito Norte de la ciudad.

## Origen
Ya desde la antigüedad se sabe de la existencia de un gran bosque de almendros en esta zona de la ciudad. Los restos de cerámicas y ánforas encontrados por la zona hacen pensar que el bosque de almendros se encontraba al cargo de la ribat que se cree había en el actual barrio de Monte Alto.
Durante la Edad Moderna los actuales terrenos de El Almendral pertenecieron a la familia Domecq. En la era contemporánea la zona de El Almendral, Parque Luz y La Espléndida fueron una finca, dicha finca fue llamada La Espléndida por albergarse en sus establos la yegua favorita de Álvaro Domecq, la cual recibía ese nombre.
En los años '70 comienza a construirse la urbanización El Almendral tal cual la conocemos hoy en día.

## Estructura del barrio
En el centro de la urbanización se encuentra una rotonda con el Monumento a la Maternidad, de dicha rotonda se ramifica la Avenida de la Comedia, principal arteria de El Almendral. Esta avenida enlaza con todas y cada una de las calles que componen la circunvalación del Almendral: Avenida de María Auxiliadora al oeste, Avenida José León de Carranza al sur, Avenida de Lebrija al este y Avenida del Tamarix al norte.

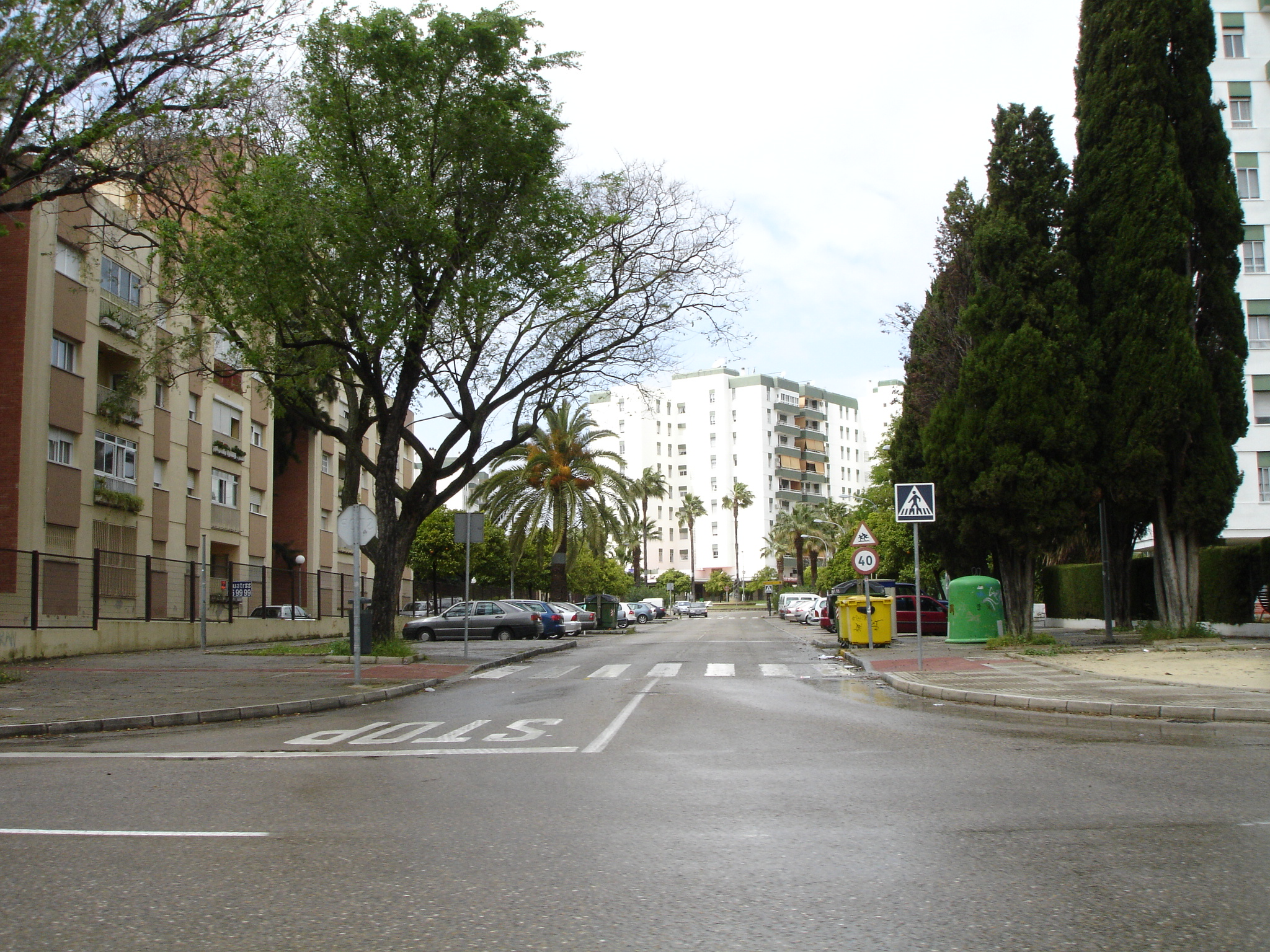
Avenida de la Comedia y glorieta

El Almendral se compone por 15 edificios; 13 de grandes dimensiones, que van desde las 7 a las 12 plantas, cada uno de ellos cuenta con 4 viviendas por planta, lo cual suma una población de más de 2500 personas; y 2 edificios que no cuentan con viviendas, los cuales son la comisaría de Policía Local y la Caja de Ahorros La Caixa.

## Infraestructuras
En el Almendral se encuentra la comisaría de la Policía Local del Distrito Norte de Jerez, dos pistas de tenis, tres pistas de padel, grandes bolsas de aparcamientos, la Asociación Deportiva Piscinas de El Almendral, el Colegio María Auxiliadora de la Congregación de las salesianas, que pese a estar en Monte Alto se encuentra a un escaso minuto a pie.
El Almendral también cuenta con gran cantidad de comercios:
- Papelerías .
- Bares.
- Farmacia.
- Fruterías.
- Pescaderías.
- Supermercado Carrefour Express.
- Tienda de informática.
- Peluquerías.
- Autoescuela.
- Bazar y confitería El Almendral.[3]

## Otros
La población de El Almendral pese a contar con mucha gente joven se caracteriza por una edad media avanzada.